# Margarete Pochhammer
Margarete Bertha Caecilie Pochhammer (* 5. August 1852 in Breslau, Provinz Schlesien; † 13. März 1926 in Berlin) war eine deutsche Schriftstellerin und Frauenrechtlerin. Ihre Stiefmutter war die bekannte Frauenrechtlerin Minna Cauer.

## Leben und Wirken
Der Großvater Ludwig Cauer war ein bekannter Reformpädagoge, der Vater Eduard Cauer war Lehrer in Breslau und wurde später Stadtschulrat in Berlin. Die Mutter war Marie, geborene Streicher. Die Brüder Paul und Friedrich Cauer wurden Philologen, ihre Schwester Marie Oberin.
Margarete besuchte Schulen in Breslau und Potsdam.
Nach dem frühen Tod der Mutter 1868 heiratete der Vater 1869 die Frauenrechtlerin Minna Schelle-Latzel (dann Minna Cauer). Danach lebte die Familie in Hamm und Danzig.
1874 heiratete Margarete den Offizier Paul Pochhammer, der Lehrer an der Kriegsakademie in Berlin war.
1877 wurde der Sohn Hans Pochhammer geboren, der später auch Offizier wurde.
Seit 1883 lebte die Familie in Magdeburg, seit 1887 in Neiße in Schlesien. 1888 nahm ihr Mann seinen vorzeitigen Abschied von der Armee.
Danach lebte die Familie wieder in Berlin, wo Margarete ein Familienpensionat betrieb.
1896 wurde sie Vorsitzende des neuen Vereins für Verbesserung der Frauenkleidung, der sich für die Einführung der gesunden Reformkleidung im Deutschen Reich einsetzte. 1904 nahm sie am Internationalen Frauenkongress in Berlin teil, wo sie einen Vortrag hielt, und 1914 beim ersten deutschen Schriftstellerinnenkongress in Berlin.
1917 war Margarete Pochhammer die zweite Vorsitzende des Deutschen Schriftstellerinnenbundes.

## Schriften (Auswahl)
Margarete Pochhammer veröffentlichte mehrere Schriften zur Situation von Frauen und weiteren Themen, außerdem Artikel in verschiedenen Zeitschriften (Die gesunde Frau, Nord und Süd u. a.) und einige Theaterstücke.

### Allgemeine Schriften
- Die moderne Gesellschaft, die Geselligkeit und ihre Moral, Kiel 1892, mit G. Erman
- Die Zukunft der Mode, 1892, 2. Auflage 1898
- Die moderne Litteratur im Lichte der Ethik und Aesthetik, Berlin [ohne Jahr, um 1890/1900]
- Das Äußere der Frau als Kunstwerk, 1911
- Die Frauenkleidung rassehygienisch und sozial, Berlin 1912
- Weihnachten im Weltkriege 1914. Eine Gabe für unsere tapferen Kämpfer, Berlin 1914
- Deutsche Helden, deutsche Frauen, Berlin 1917, 2., veränderte und vermehrte Auflage von Weihnachten im Weltkriege 1914

### Theaterstücke und Erzählungen
- Die Geschichten der Eltern, Erzählung, 1903[4]
- Marinemütter, Lustspiel in drei Aufzügen, Petzel, Berlin [1904]
- Frau Major Lüdicke, Lustspiel in drei Aufzügen, 1908, Neudrucke 2008, 2010 Digitalisat
- Eine Geldheirat, Eichler, Dresden 1913
- Meister Kerkows Patenkind, Erzählung, Berlin 1923